# Přirozené lymfoidní buňky
Přirozené lymfoidní buňky (z angl. innate lymphoid cells, ILC) patří mezi buňky přirozené imunity a dělí se do tří skupin – ILC 1, ILC 2, ILC 3. ILC pocházejí z lymfoidního progenitoru a tvoří funkční a fenotypovou paralelu k T-lymfocytům, neboť ILC1 a Th1 shodně reagují na intracelulární patogeny, Th2 a ILC2 reagují na extracelulární parazity a alergeny a ILC3 a Th17 zajišťují imunitní odpověď proti extracelulárním bakteriím a houbám. Na rozdíl od T-lymfocytů u nich nedochází ke klonální selekci a nenesou specifické receptory pro antigen. ILC2 jsou pevně integrovány do tkání a reagují velmi rychle – řádově v minutách až hodinách. Jejich hlavní funkcí je produkce cytokinů a udržení tkáňové homeostázy.

## Přirozené lymfoidní buňky druhého typu (ILC2)
ILC2 jsou lokalizované v periferní krvi, kůži, plicích, respiračním a gastrointestinálním traktu. Pro jejich vývoj jsou zásadní transkripční faktory GATA3 a RORα a podobně jako Th2 lymfocyty produkují cytokiny IL-5, IL-4 a IL-13. Na svém povrchu exprimují MHC II glykoproteiny a kostimulační molekuly, čímž mohou aktivovat antigen specifické T-lymfocyty.

### Imunitní odpověď ILC2
ILC2 se účastní imunitní odpovědi proti extracelulárním patogenům, především mnohobuněčným parazitům, a podílejí se na rozvoji alergických a astmatických onemocnění. Jejich hlavní úlohou je produkce cytokinů IL-4, IL-5 a IL-13, které stimulují dendritické buňky k migraci do sekundárních lymfatických uzlin, kde následně prezentují antigen T-lymfocytům. Díky expresi MHC II glykoproteinů a kostimulačních molekul CD80 a CD86 mohou ILC-2 prezentovat antigen a aktivovat T-lymfocyty přímo.

### Alergie a astma
Významnou úlohu ILC2 v rozvoji zánětu při alergických onemocnění (astma, atopická dermatitida atd.) prokázaly studie na myších modelech. Poškozené epitelové buňky produkují vysoké hladiny IL-25, IL-33 a TSLP (thymický stromální lymfopoetin), které aktivují ILC2 a stimulují je k produkci cytokinů podporujících Th2 odpověď, následnou stimulaci B buněk a tvorbu IgE. Odstraněním ILC2 se Th2 odpověď opožďuje a je částečně potlačena, což by mohlo být v budoucnu využito v terapii alergických onemocnění. Na druhou stranu se ILC2 podílí na regeneraci tkání produkcí epidermálního růstového faktoru amphiregulinu.

## Funkce
ILC jsou multifunkční skupinou buněk se schopností sekretovat velké množství imunoregulačních cytokinů v časné fázi infekce. Často se nacházejí na površích sliznic, kde jsou vystavovány antigenům z prostředí.

### Nádorový dohled
Jednotlivé populace ILC jsou schopné ovlivňovat tumorogenezi různými způsoby.
ILC1 jsou hlavní populací ILC s protinádorovým potenciálem. Nejlépe prozkoumanými ILC1 jsou NK buňky, jejichž funkce je regulována signály ze stimulačních a inhibičních receptorů. NK buňky mají schopnost rozpoznávat chybějící MHC I na povrchu nádorových buněk. Tímto způsobem působí komplementárně s cytotoxickými T-lymfocyty, které, na rozdíl od NK, rozpoznávají a zabíjí nádorové buňky prezentující cizí antigen v komplexu s MHC I. NK buňky na svém povrchu exprimují řadu aktivačních receptorů specifických pro ligandy, které jsou nadměrně produkovány nádorovými buňkami v odpovědi na stres. NKG2D je aktivační receptor, který u lidí rozpoznává ULBP1-6 a MICA, MICB a RAET1E, zatímco u myší váže molekuly z proteinové rodiny RAE1, H60, či protein MULT1. Dalšími aktivačními receptory na povrchu NK jsou NCR (natural cytotoxicity receptor), DNAM1 (DNAX Accessory Molecule-1 CD266) a CD16 (zprostředkovává ADCC po vazbě nádor-specifických protilátek k nádorovému antigenu).
ILC1 ovlivňují nádorové mikroprostředí produkcí různých cytokinů, např. INF-γ a TNF-α, čímž se v počátcích imunitní odpovědi podílejí na polarizaci buněk imunitního systému do prozánětlivého fentypu (např. M1 makrofágy). ILC1 také působí na dendritické buňky a cytotoxické T-lymfocyty. Na druhou stranu INF-γ a TNF hrají důležitou roli při indukci imunosupresivního fenotypu imunitních buněk, či MDCS, dále při produkci protizánětlivých cytokinů a při tvorbě metastáz.
ILC2 produkují cytokiny podporující protizánětlivou odpověď (např. IL-13, IL-14, amphiregulin). Nicméně v některých případech ILC2 produkují IL-5, čímž podporují cytotoxickou odpověď u eosinofilních buněk, protinádorovou odpověď a potlačují metastazování.
ILC3 produkují IL-17, IL-22 a IL-23, čímž podporují tumorogenezi. Vytvářejí zánětlivé mikroprostředí, které vede ke vzniku a progresi nádoru a přispívá k lepšímu přežívání nádorových buněk.